# Campionato centramericano femminile di pallacanestro 1989
Il 7º Campionato dell'America Centrale e Caraibico Femminile di Pallacanestro FIBA (noto anche come FIBA Centrobasket for Women 1989) si è svolto dal 22 al 28 marzo 1989 a Santa Clara a Cuba. Il torneo è stato vinto dalla nazionale cubana.
I FIBA Centrobasket sono una manifestazione contesa dalle squadre nazionali di Messico, Centro America e Caraibi, organizzata dalla CONCENCABA (Confederazione America Centrale e Caraibi), nell'ambito della FIBA Americas.

## Squadre partecipanti
- Cuba
- Honduras
- Messico
- Porto Rico
- Rep. Dominicana
- Suriname (non ha disputato il torneo)

## Classifica finale
| Pos | Squadra         | V-P |
| --- | --------------- | --- |
|     | Cuba            | 5-0 |
|     | Rep. Dominicana | 3-2 |
|     | Messico         | 3-2 |
| 4   | Porto Rico      | 1-4 |
| 5   | Honduras        | 0-4 |